# Callum Hudson-Odoi
Callum Hudson-Odoi, angleški nogometaš * 7. november 2000.
Hudson-Odoi od leta 2022 igra za nemški Bayer Leverkusen, od leta 2019 pa za angleško reprezentanco.